# NGC 5928
NGC 5928 (również PGC 55072 lub UGC 9847) – galaktyka soczewkowata (S0), znajdująca się w gwiazdozbiorze Węża. Odkrył ją William Herschel 24 maja 1791 roku.